# Produktionserstattung
Die Produktionserstattung ist eine auf EU (ehem. EG) - Recht basierende Subventionierung der Verarbeitung bestimmter Grunderzeugnisse aus dem Landwirtschaftssektor (sog. "Marktordnungen").
Hierbei wird für die Verarbeitung ausgewählter Stärkearten (Artikel 1 und 9 der Verordnung (EWG) Nr. 1722/93) sowie von Zucker und Zuckerzwischenerzeugnissen (Artikel 1 der Verordnung (EWG) Nr. 1010/86 in Verbindung mit Art. 4 und 10 der Verordnung (EWG) Nr. 1729/78) zu technischen bzw. medizinischen Erzeugnissen eine Unterstützung gewährt, die eine Angleichung der Erzeugerpreise des Europäischen Binnenmarktes an das zeitweise erheblich niedrigere Preisniveau auf dem Weltmarkt erreichen soll.
Damit wird der Absatz der in der EU produzierten Mengen an Stärke und Zucker gesichert. Zahlungsempfänger bzw. Verfahrensbeteiligte sind natürliche oder juristische Personen in Form von zugelassenen industriellen Betrieben, die Grunderzeugnisse von Dritten aus dem freien Verkehr der EU beziehen und diese anschließend unter zollamtlicher Überwachung zur Herstellung zugelassener Verarbeitungserzeugnisse verwenden. Die Zahlung bezieht sich hierbei für den Sektor Stärke auf das Gewicht der verarbeiteten Grunderzeugnisse in Tonnen, während die Erstattung im Bereich Zucker auf Dezitonnen bezogen gezahlt wird.
Die Produktionserstattung in Deutschland wird vom Hauptzollamt Hamburg-Jonas ausgezahlt. Das eigentliche Verfahren (Zulassung, Bescheidung etc.) wird jedoch durch die örtlich zuständigen HZÄ abgewickelt.
Im Rahmen der geänderten EU-Agrarpolitik und der hierdurch bedingten, neuen Marktorganisation Zucker (VO [EU] Nr. 318/2006) läuft das Verfahren der Produktionserstattung Zucker im Jahr 2006 aus. Die Übergangsregelungen sind in der VO(EU) Nr. 463/2006 festgelegt. Mit Wirkung zum 31. August 2006 endet die Gültigkeit von Erstattungsbescheiden zur Produktionserstattung Zucker.